# 김봉진 (축구 선수)
김봉진(한국 한자: 金奉珍, 1990년 7월 18일 ~ )은 대한민국의 축구 선수로 포지션은 센터백 혹은 수비형 미드필더이다.

## 클럽 경력
동의대학교 축구부에 소속이던 김봉진은 2013 K리그 드래프트에서 강원 FC에 번외지명을 받으며 프로에 데뷔했다. 팀이 하위스플릿으로 떨어진 후 대전 하나 시티즌과의 30라운드 경기에서 자신의 프로 데뷔골을 동점골로 장식했고 소속팀인 강원은 전재호의 멀티골을 더해 3-1로 승리했다. 그리고 경남 FC와의 31라운드에서도 득점을 성공시키면서 팀의 2연승을 이끌었다. 이런 활약으로 김봉진은 K리그 클래식 2013 31라운드 MVP에 선정되었다.
2014 시즌을 앞두고 인천 유나이티드로 이적했다가 이후 2015 시즌을 앞두고 권완규와의 1대1 트레이드를 통해 경남 FC로 이적하여 7경기를 소화했다.
그리고 2016 시즌을 앞두고 홍콩 프리미어리그의 킷치 SC에 입단한 김봉진은 2016 시즌과 2017 시즌 두 시즌 연속 올해의 수비수 및 홍콩 프리미어리그 베스트 11에 선정되는 기염을 토하면서 팀의 3관왕 및 무패 우승에 일조했고 또한 2016-17 홍콩 시니어 챌린지 쉴드 우승, 홍콩 FA컵 2회 우승, 2017-18 홍콩 사플링컵 우승에도 기여했다. 그리고 자신의 모국팀인 울산 현대와의 AFC 챔피언스리그 2017 플레이오프에서 헤딩 동점골을 터뜨렸지만 팀은 승부차기 끝에 아쉽게 탈락했다.
그리고 2019 시즌을 앞두고 홍콩을 떠나 베트남의 호앙아인 잘라이 FC에 입단하여 이곳에서도 주전 수비수로 활약하며 V리그1 베스트 11에 선정되는 영예를 안았다.
그리고 2020 시즌을 앞두고 말레이시아 슈퍼리그 소속팀인 페탈링자야 시티 FC로 이적했다.
2021시즌을 앞두고 K리그1의 광주 FC에 입단했다.

## 수상

### 팀

#### 킷치 SC
- 홍콩 프리미어리그 우승: 2016-17, 2017-18
- 홍콩 시니어 챌린지 쉴드 우승: 2016-17
- 홍콩 FA컵 우승: 2016-17, 2017-18
- 홍콩 사플링컵 우승: 2017-18